# Altes Stadtbad (Augsburg)

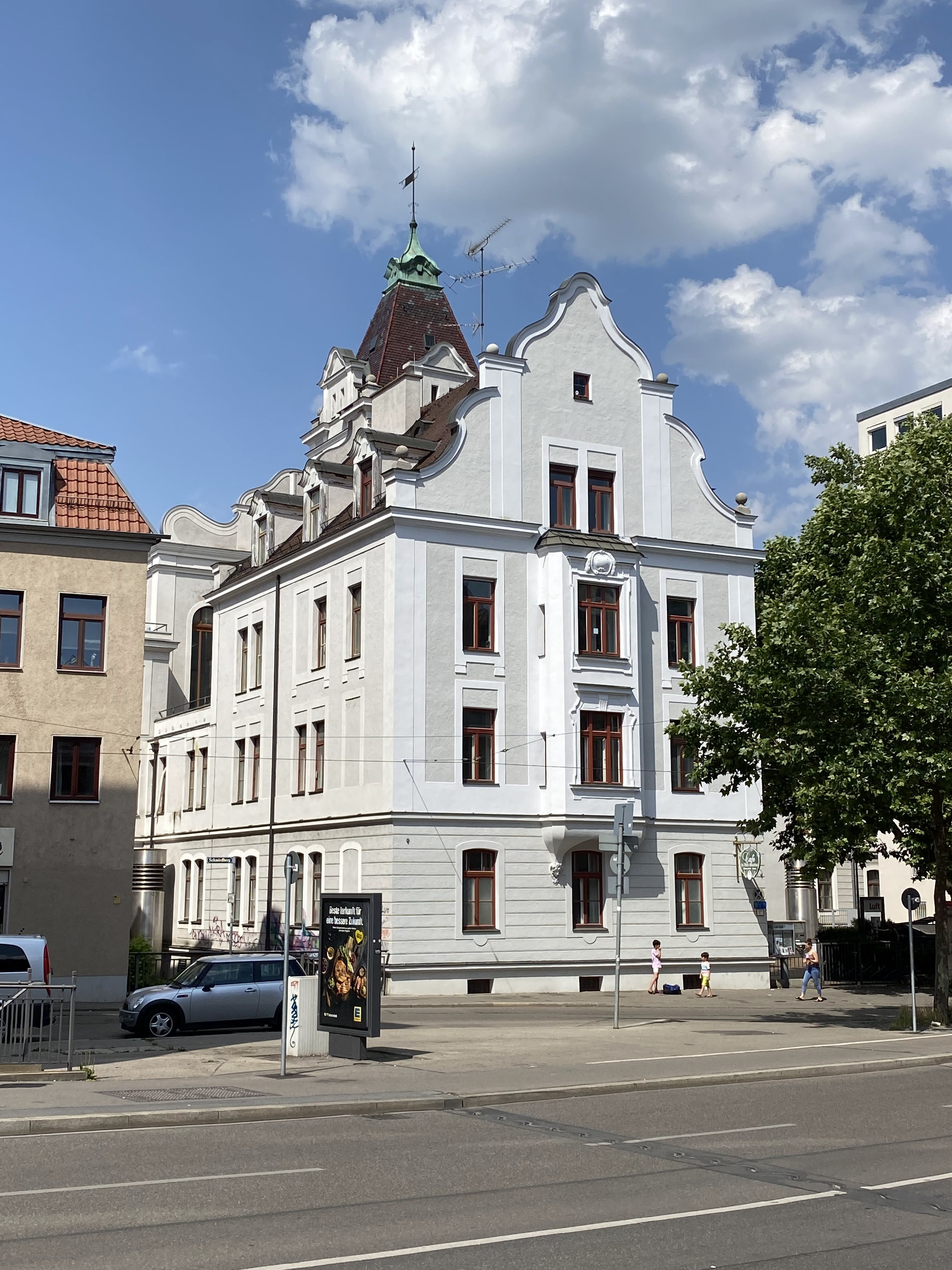
Südseite des Alten Stadtbades am Leonhardsberg

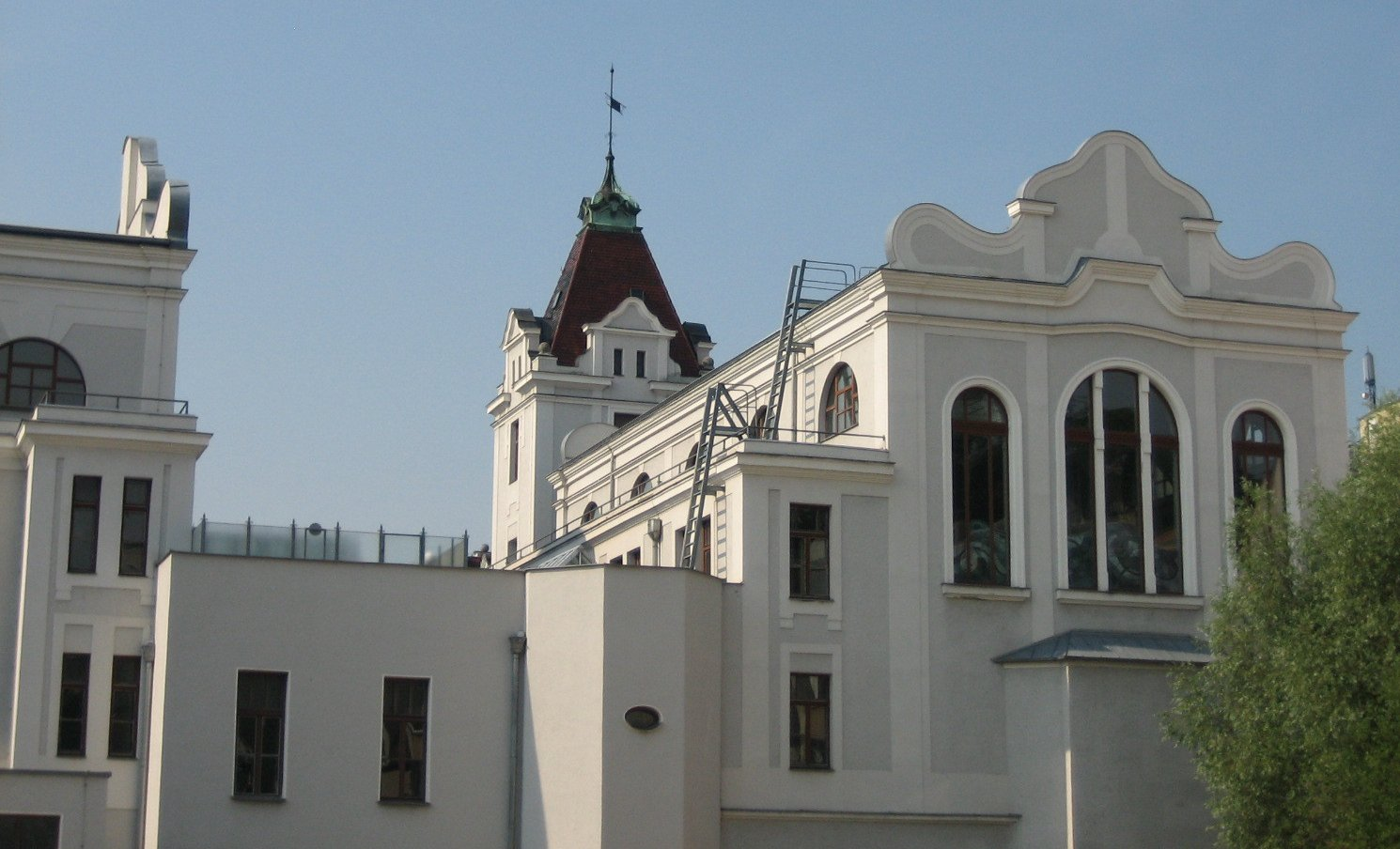
Nordseite

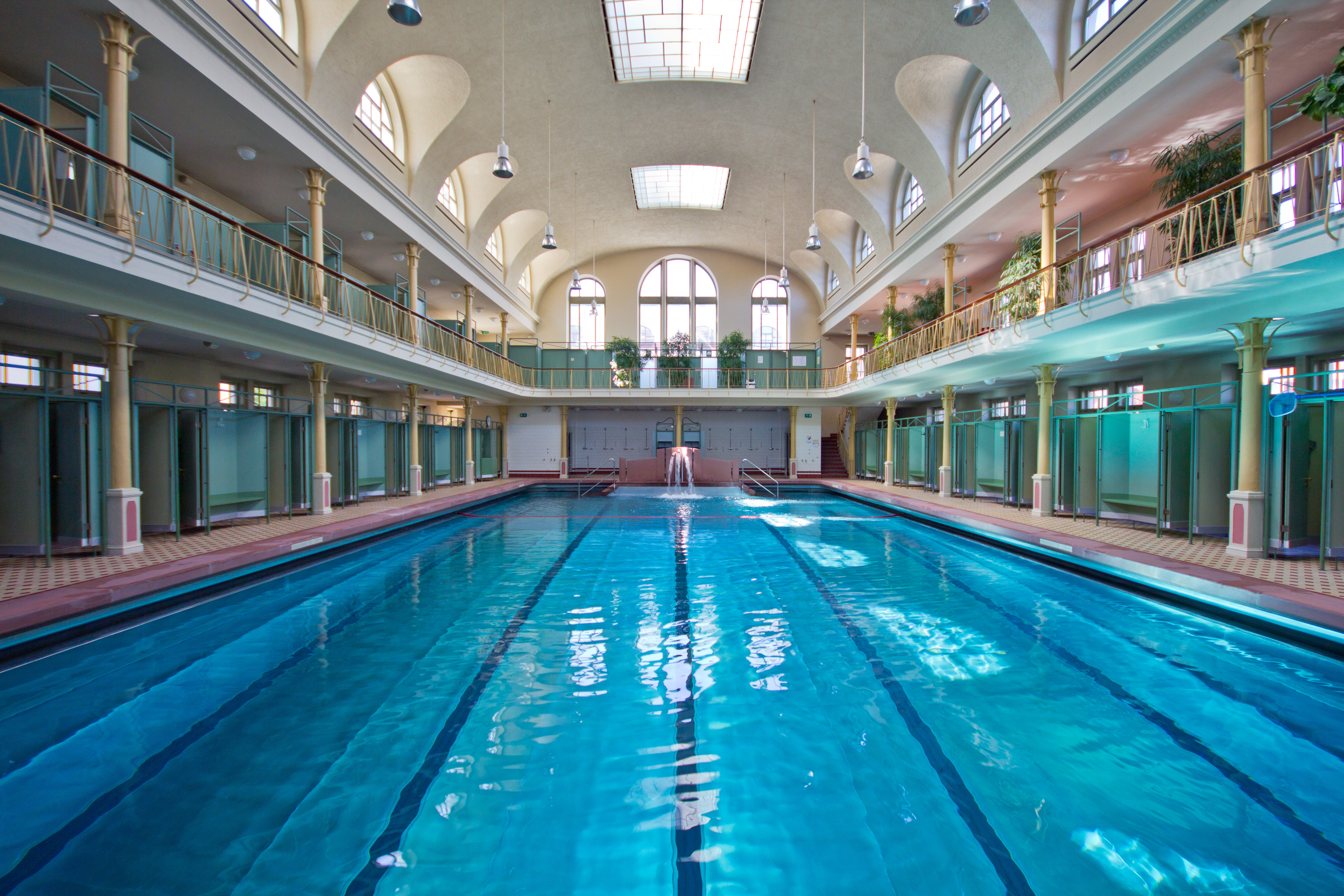
Innenansicht der großen Schwimmhalle

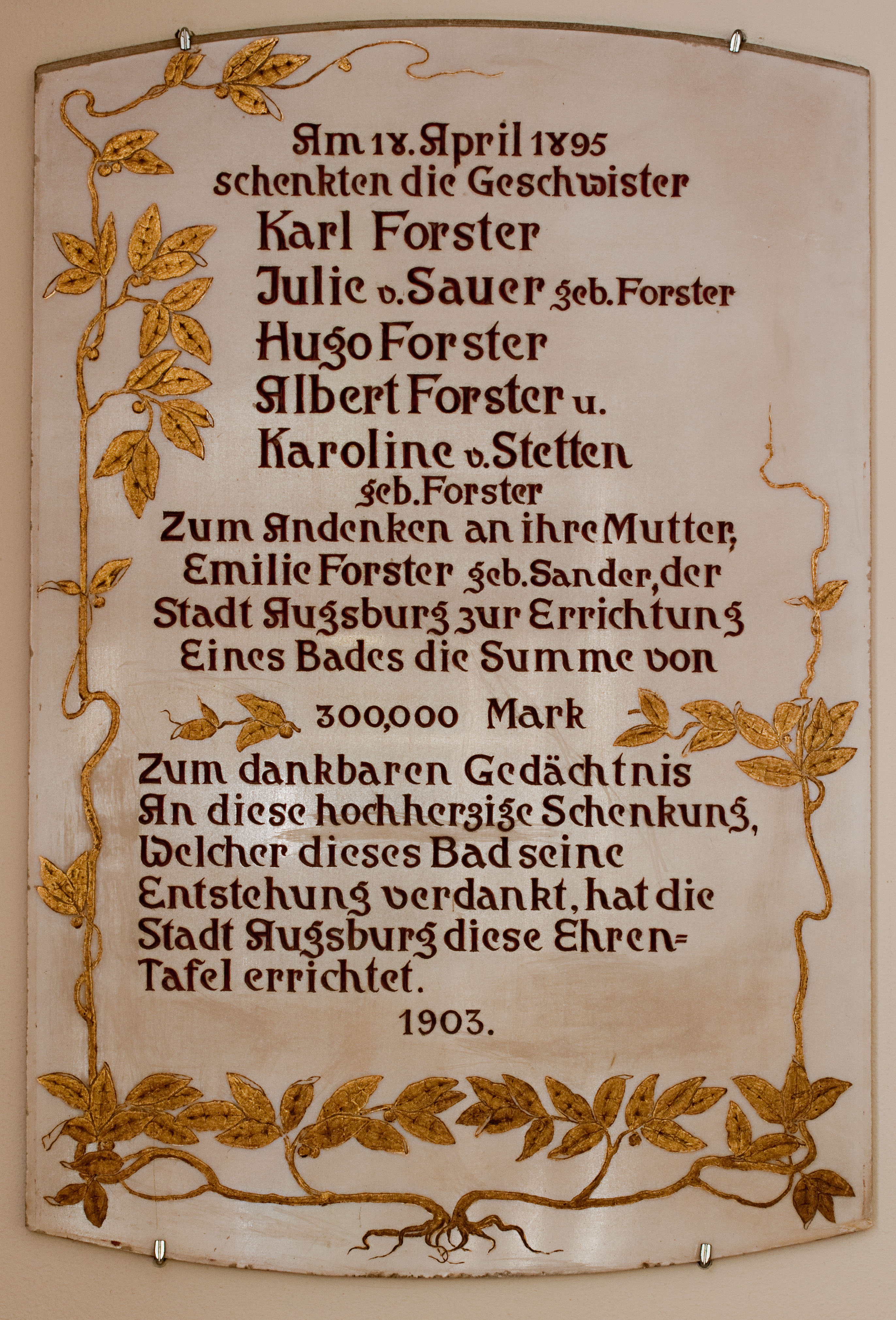
Gedenktafel für Familie Forster

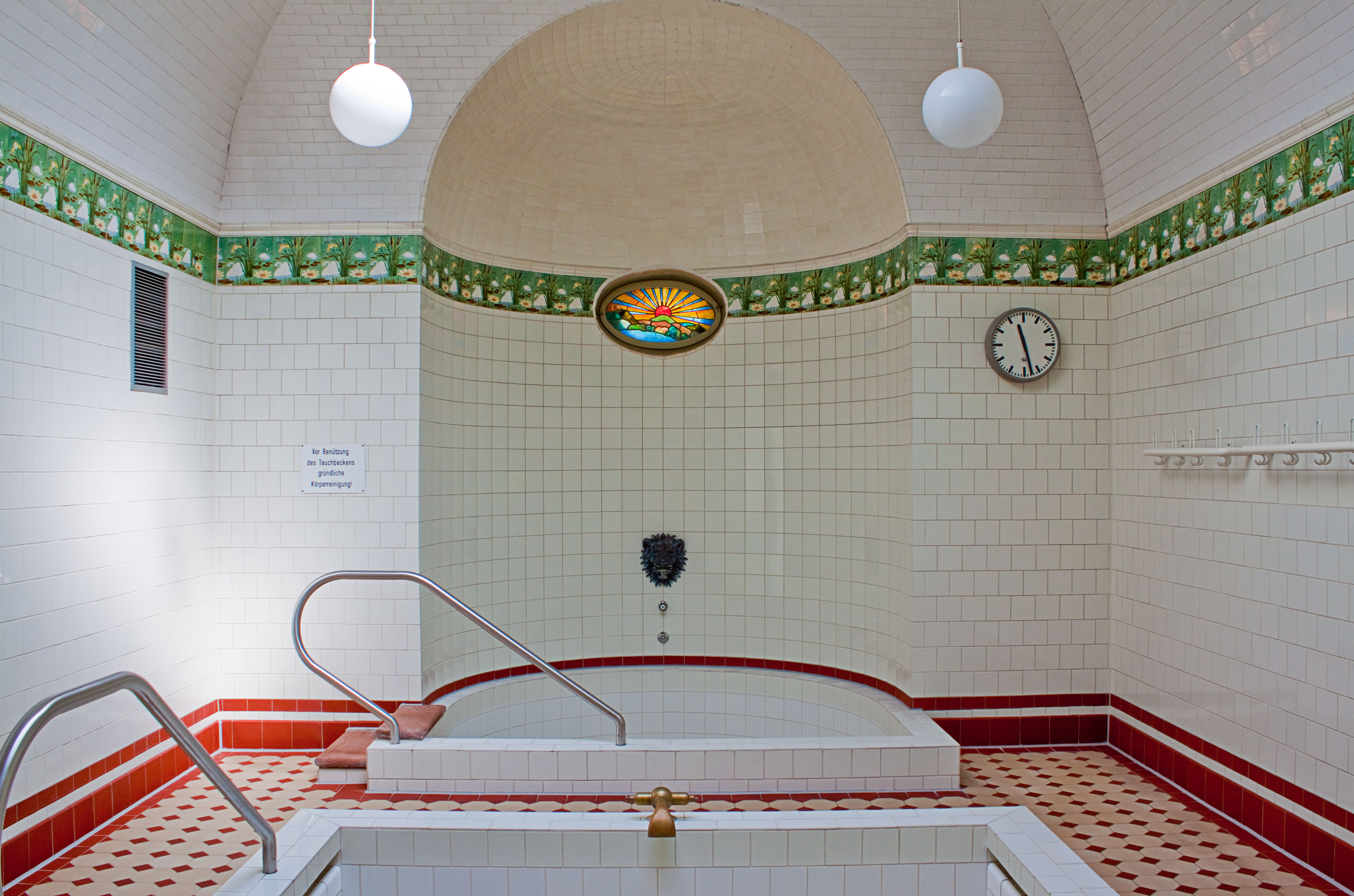
Tauchbecken im Alten Stadtbad

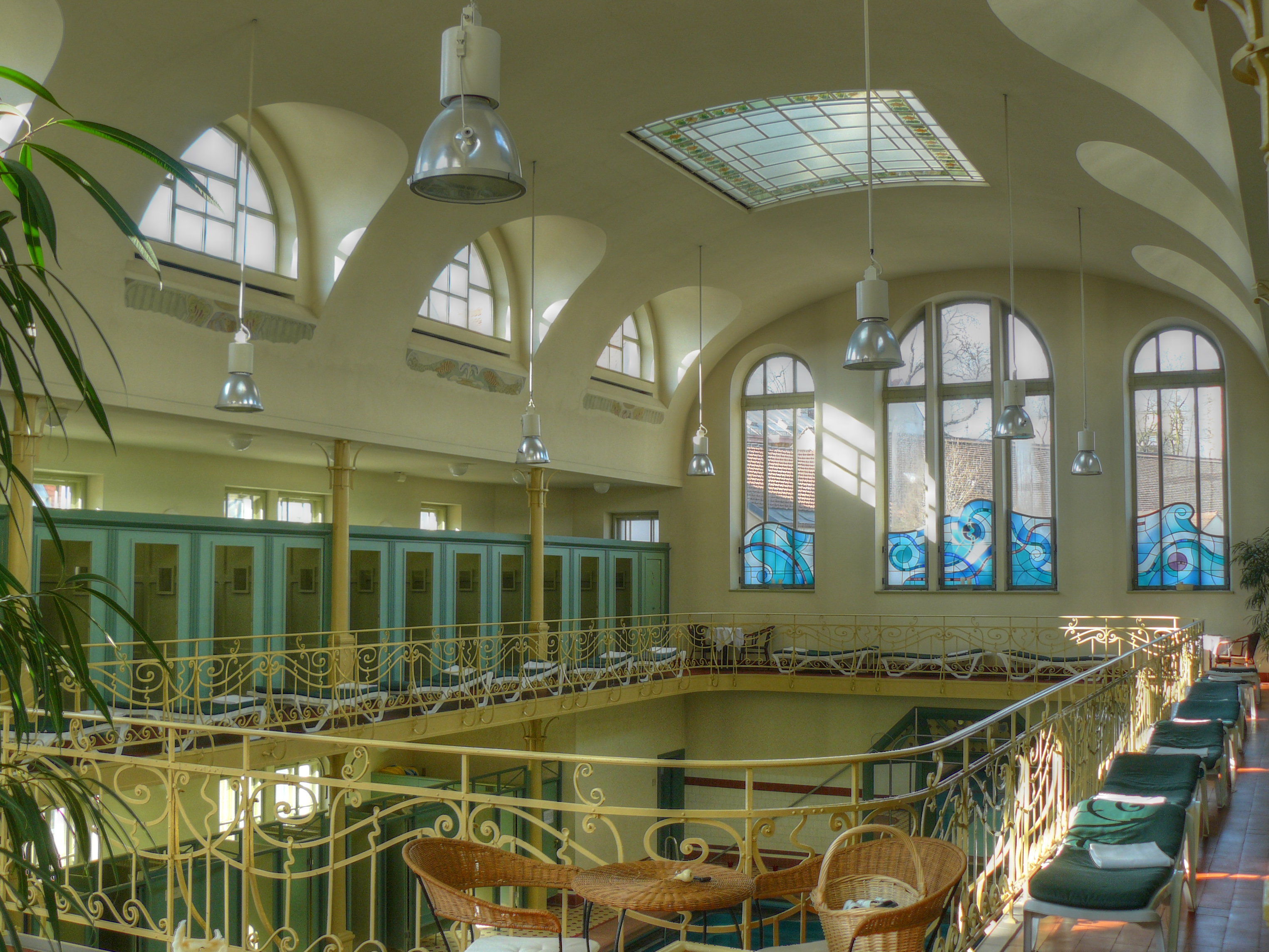
Innenansicht der Damenhalle

Das Alte Stadtbad ist ein im Jugendstil erbautes und 1903 eröffnetes Schwimmbad im Zentrum Augsburgs. Es wurde als typisches Volksbad eröffnet. Das Stadtbad liegt nur wenige Gehminuten von der Fußgängerzone der Innenstadt entfernt am Leonhardsberg. Begrenzt wird das Gelände im Westen durch den Fließwasserkanal Stadtbach, dessen Beginn unweit dieser Stelle beim Zusammenfluss der Kanäle Vorderer, Hinterer und Mittlerer Lech liegt, und im Osten durch den Stadtgraben.
In den letzten 15 Jahren (ohne die „Corona-Pandemie-Jahre“) besuchten jährlich durchschnittlich etwa 140.000 Badegäste das Stadtbad.

## Geschichte
Am 18. April 1895 schenkten die Geschwister Forster, eine Industriellenfamilie (siehe Carl Ludwig Forster), der Stadt 300.000 Goldmark zur Errichtung eines bereits lange gewünschten Volksbades. Daraufhin wurden die Planungen nach Beschluss des Stadtrats 1896 durch den Oberstadtbaurat Fritz Steinhäußer mit Unterstützung des Architekten Stein begonnen. Die Spende wurde noch vor Baubeginn sogar auf 360.000 Goldmark erhöht.
Nicht alle Menschen jedoch hielten den Bau eines Volksbades seinerzeit für unbedingt notwendig, denn es gab im Stadtgebiet bereits sechs Flussbäder und etliche Brause- und Wannenbäder. Dazu zählten auch die sogenannten Volksbrausebäder am Jakobertor (1894 eröffnet) und an der Wertachbrücke (1900 eröffnet).
In der Nähe des Areals oder auf dem Grundstück selbst hatte es bereits früher Badehäuser gegeben. So stand in der Nachbarschaft bis etwa 1794 das Kellerbad und auf der anderen Seite des Stadtbaches am Mauerberg das bis 1885 in Gebrauch befindliche Mauerbad.
Baubeginn für das Bad war am 1. Mai 1901. Nach einer zweijährigen Bauzeit fand die feierliche Eröffnung mit einem „Schau-Schwimmen“ am 1. März 1903 statt. Die Baukosten betrugen letztlich 952.246 Mark. Gründe für die Preiserhöhung waren der schwierige, sumpfige Untergrund sowie technische Probleme.
Das Stadtbad wurde als sogenanntes „Volksschwimmbad“ damit das zweite Hallenbad Bayerns nach dem Müllerschen Volksbad in München. Schon zur Eröffnung galt es als Augsburger „Sehenswürdigkeit ersten Ranges“, wie es in einem zeitgenössischen Stadtführer beschrieben wurde. Es blieb bis 1959 die einzige Schwimmhalle in Augsburg.

## Renovierungen
Bereits während der ersten fünf Jahre mussten durch Feuchtigkeit bedingte Bauschäden behoben werden. 1915 wurde wieder eine Renovierung durchgeführt. Schließlich wurden von 1925 bis 1929 im Rahmen von Umbau- und Erneuerungsmaßnahmen Teile des Jugendstils beseitigt, zugunsten einer moderner empfundenen Sachlichkeit. In den 1930er Jahren kamen jährlich bis zu 400.000 Badegäste ins Haus.
Während der Bombenangriffe auf Augsburg im Zuge des Zweiten Weltkriegs wurde das Stadtbad beschädigt. Verheerender waren jedoch die Kriegszerstörungen in seiner unmittelbaren Umgebung. Die dadurch entstanden Brachflächen ermöglichten der Stadt nach dem Krieg, unmittelbar südlich des Stadtbads eine vierspurige neue Ost-West-Achse anzulegen, die rampenartige Straße „Leonhardsberg“, wo zuvor nur eine Gasse mit einer Brücke über den Stadtbach, der Haarbrücke, am Stadtbad vorbeigeführt hatte. Zusätzlich schmiegten sich nun Neubauten und eine Tankstelle eng an das Jugendstilbad.
Nach Kriegsende nutzen vor allem die amerikanischen Besatzer das Bad. Auch für die unter Wohnungsnot leidenden Augsburger bot es eine der wenigen Möglichkeit zur gründlichen Körperhygiene. Mit dem Bau weiterer Schwimmbäder in Augsburg nahmen jedoch die Besucherzahlen merklich ab. 1959 wurde das zweite Augsburger Hallenbad eröffnet, das „Plärrerbad“ am Plärrer.
Durch die allgemeine Verschlechterung der Bausubstanz wurde 1981 Einsturzgefahr festgestellt und das Bad geschlossen. 1985 versprach der damalige bayerische Ministerpräsident Franz Josef Strauß im Rahmen der 2000-Jahr-Feier Augsburgs 10 Millionen DM zur Sanierung des Bades. Zwischen 1987 und 1992 wurde es renoviert, so dass es am 28. März 1992 zur Wiedereröffnung kommen konnte. Die lange Renovierungsdauer resultierte aus zunächst unauffindbaren Lecks der Edelstahl-Auskleidung der beiden Schwimmbecken. Die Kosten beliefen sich letztlich auf 24 Millionen DM.
Aufgrund von erneutem Sanierungsbedarf wurde von Oberbürgermeister Kurt Gribl (CSU) und vom Kämmerer der Stadt Augsburg (ebenfalls CSU) im November 2009 der Verkauf des Stadtbads an einen privaten Investor vorgeschlagen. Dagegen bildete sich eine breite Bürgerbewegung, die den Verkauf verhindern wollte und das Bad unter städtischer Regie weiter betrieben wissen will. Ein im Februar 2010 begonnenes Bürgerbegehren der Initiatoren Claudia Zerbe, Angelika Kratz und Franz Ragutzki war in kurzer Zeit erfolgreich. Am 18. März 2010 überreichten sie rund 16.000 gesammelte Unterschriften dem Oberbürgermeister. Daraufhin wurde versichert, dass die Verkaufspläne vom Tisch seien.

## Beschreibung
Das Stadtbad war ursprünglich als Volksbad konzipiert. Es gab Wannenbäder, Schwitzbäder und ein Hundebad. Auch eine Wäscherei war vor Ort. Es verfügt heute über zwei Schwimmhallen. Die Beckenabmessungen belaufen sich hierbei auf 22,5 × 11,8 m für das große („Männerhalle“) und 17 × 8 m für das kleine („Frauenhalle“). Die Wassertiefe reicht von 0,90 m bis 2,60 m. Die Wassertemperatur beträgt durchgängig 29 °C.
Im Gebäude befindet sich ein vom Bad aus zugängliches Café. Es gibt außerdem ein Wellness-Angebot, eine finnische Sauna, ein römisch-irisches Schwitzbad und eine Biosauna.